# Joanna Helena Szymańska
Joanna Helena Szymańska (ur. 16 marca 1994 r. w Warszawie) – polska reżyser filmowa.
Studentka wydziału reżyserii w Warszawskiej Szkole Filmowej. 
Ma na koncie zarówno liczne etiudy tematyczne, jak i kilka krótkich metraży.

Joanna Szymańska jest laureatką nagród i wyróżnień, między innymi takich festiwali jak: Up to 21, ŻubrOFFka, Filmy dobrze zakręcone, Tofifest, QL festiwal i wielu innych.

W listopadzie 2015 r., podczas IX Festiwalu Filmowego "OFFELIADA", nagrodzona dwukrotnie za film "Czeski błąd" w jej reżyserii: laureatka Offelii - nagrody głównej festiwalu w kategorii "Fabuła" oraz specjalnej nagrody Jury Stowarzyszenia "Ośla Ławka" - organizatora festiwalu.

## Filmografia
- Droga do domu (2010, krótkometrażowy) - scenariusz i reżyseria
- Stan Samotność (2011,  etiuda filmowa) - współautorstwo scenariusza (z Zuzanną Bućko) i reżyseria
- Lea (2012, krótkometrażowy) - współautorstwo scenariusza (z Marią Tyszkiewicz) i reżyseria
- Stan Ucieczka (2012,  etiuda filmowa) - współautorstwo scenariusza (z Zuzanną Bućko) i reżyseria
- Stan Pragnienie (2012,  etiuda filmowa) - współautorstwo scenariusza (z Zuzanną Bućko) i reżyseria
- 100 lat (2013,  etiuda filmowa) - scenariusz i reżyseria
- Rozmowa (2013,  etiuda filmowa) - scenariusz i reżyseria
- Pościg (2014,  etiuda filmowa) - scenariusz i reżyseria
- Alkohol zmienia rzeczywistość (2014,  etiuda filmowa) - reżyseria
- Erotyk (2014,  etiuda filmowa) - współautorstwo scenariusza (z Dorotą Trzaską) i reżyseria
- 7 ujęć (2014,  etiuda filmowa) - współautorstwo scenariusza (z Dorotą Trzaską) i reżyseria
- Wtorek (2014, krótkometrażowy) - scenariusz i reżyseria
- Czeski błąd (2015, krótkometrażowy) - reżyseria
- Przedział (2015, krótkometrażowy) - współautorstwo scenariusza (z Dorotą Trzaską) i reżyseria